# John McDonald (hockey sur glace)
Pour les articles homonymes, voir Jack McDonald, John Macdonald et McDonald.
John Patrick McDonald, dit Jack McDonald, (né le 28 février 1887 à Québec, Québec au Canada - mort le 24 janvier 1958) est un joueur professionnel de hockey sur glace qui évoluait au poste d'ailier,.

## Biographie
Après avoir évolué en intermédiaire, Jack McDonald joue les cinq premières saisons de sa carrière senior avec les Bulldogs de Québec en Eastern Canada Amateur Hockey Association puis en Association canadienne de hockey. Après un passage en Ontario Professional Hockey League, il retrouve les Bulldogs, désormais en Association nationale de hockey. En 1912, il fait partie de l'effectif vainqueur de la coupe Stanley et est sélectionné pour la série de matchs opposant les étoiles de l'ANH à celles de la PCHA. Il passe la saison 1912-1913 en PCHA avec les Millionnaires de Vancouver. Un an plus tard, il retourne en ANH sous le chandail des Ontarios de Toronto, inscrivant 27 buts et 8 aides en 20 parties jouées. La saison suivante, il retrouve de nouveau les Bulldogs.
Pour la première saison de la Ligue nationale de hockey, les Bulldogs ne sont pas retenus et McDonald est réclamé par les Wanderers. Cependant, ces derniers se retirent en cours de saison et il la termine avec les Canadiens de Montréal. En 1919, l'épidémie de grippe espagnole force l'annulation de la finale entre les Canadiens de Montréal et Seattle. La série était à égalité deux victoires et une nulle de chaque côté quand survient le décès de Joe Hall des Canadiens à la suite de cette maladie. Jack a aussi été gravement touché mais il s'en sort. Durant la saison 1919-1920, il porta une nouvelle fois le maillot des Bulldogs. La saison suivante, il est transféré aux Canadiens qui le prête aux St. Pats de Toronto pour les six dernières rencontres. De retour avec les Canadiens, il joue trois parties avant de se retirer.

## Statistiques
| Saison     | Équipe                     | Ligue         |    | Saison régulière | Saison régulière | Saison régulière | Saison régulière | Saison régulière |   | Séries éliminatoires | Séries éliminatoires | Séries éliminatoires | Séries éliminatoires | Séries éliminatoires |
| Saison     | Équipe                     | Ligue         | PJ | B                | A                | Pts              | Pun              | PJ               | B | A                    | Pts                  | Pun                  |                      |                      |
| 1905-1906  | Bulldogs de Québec         | ECAHA         | 3  | 0                | 0                | 0                | 0                | -                | - | -                    | -                    | -                    |                      |                      |
| 1906-1907  | Bulldogs de Québec         | ECAHA         | 9  | 10               | 0                | 10               | 13               | -                | - | -                    | -                    | -                    |                      |                      |
| 1907-1908  | Bulldogs de Québec         | ECAHA         | 9  | 9                | 0                | 9                | 14               | -                | - | -                    | -                    | -                    |                      |                      |
| 1908-1909  | Bulldogs de Québec         | ECHA          | 9  | 8                | 0                | 8                | 17               | -                | - | -                    | -                    | -                    |                      |                      |
| 1909-1910  | Bulldogs de Québec         | ACH           | 3  | 9                | 0                | 9                | 2                | -                | - | -                    | -                    | -                    |                      |                      |
| 1909-1910  | Colts de Waterloo          | OPHL          | 1  | 6                | 0                | 6                | 0                | -                | - | -                    | -                    | -                    |                      |                      |
| 1909-1910  | Colts de Waterloo          | OPHL          | 15 | 22               | 0                | 22               | 16               | -                | - | -                    | -                    | -                    |                      |                      |
| 1910-1911  | Bulldogs de Québec         | ANH           | 16 | 14               | 0                | 14               | 25               | -                | - | -                    | -                    | -                    |                      |                      |
| 1911-1912  | Bulldogs de Québec         | ANH           | 17 | 18               | 0                | 18               | 0                | -                | - | -                    | -                    | -                    |                      |                      |
| 1911-1912  | Bulldogs de Québec         | Coupe Stanley | -  | -                | -                | -                | -                | 2                | 9 | 0                    | 9                    | 0                    |                      |                      |
| 1911-1912  | Étoiles de l'ANH           | Amical        | 2  | 1                | 0                | 1                | 0                | -                | - | -                    | -                    | -                    |                      |                      |
| 1912-1913  | Millionnaires de Vancouver | PCHA          | 16 | 11               | 4                | 15               | 9                | -                | - | -                    | -                    | -                    |                      |                      |
| 1913-1914  | Ontarios de Toronto        | ANH           | 20 | 27               | 8                | 35               | 12               | -                | - | -                    | -                    | -                    |                      |                      |
| 1914-1915  | Bulldogs de Québec         | ANH           | 19 | 9                | 8                | 17               | 17               | -                | - | -                    | -                    | -                    |                      |                      |
| 1915-1916  | Bulldogs de Québec         | ANH           | 20 | 9                | 5                | 14               | 10               | -                | - | -                    | -                    | -                    |                      |                      |
| 1916-1917  | Bulldogs de Québec         | ANH           | 19 | 13               | 8                | 21               | 0                | -                | - | -                    | -                    | -                    |                      |                      |
| 1917-1918  | Wanderers de Montréal      | LNH           | 4  | 3                | 1                | 4                | 3                | -                | - | -                    | -                    | -                    |                      |                      |
| 1917-1918  | Canadiens de Montréal      | LNH           | 8  | 9                | 1                | 10               | 12               | 2                | 1 | 0                    | 1                    | 0                    |                      |                      |
| 1918-1919  | Canadiens de Montréal      | LNH           | 18 | 8                | 4                | 12               | 9                | 5                | 0 | 3                    | 3                    | 3                    |                      |                      |
| 1918-1919  | Canadiens de Montréal      | Coupe Stanley | -  | -                | -                | -                | -                | 5                | 1 | 1                    | 2                    | 3                    |                      |                      |
| 1919-1920  | Bulldogs de Québec         | LNH           | 24 | 6                | 7                | 13               | 4                | -                | - | -                    | -                    | -                    |                      |                      |
| 1920-1921  | Canadiens de Montréal      | LNH           | 6  | 0                | 1                | 1                | 0                | -                | - | -                    | -                    | -                    |                      |                      |
| 1920-1921  | St. Pats de Toronto        | LNH           | 6  | 0                | 0                | 0                | 0                | -                | - | -                    | -                    | -                    |                      |                      |
| 1921-1922  | Canadiens de Montréal      | LNH           | 3  | 0                | 0                | 0                | 0                | -                | - | -                    | -                    | -                    |                      |                      |
| Totaux LNH | Totaux LNH                 | Totaux LNH    | 69 | 26               | 14               | 40               | 30               | 7                | 1 | 3                    | 4                    | 3                    |                      |                      |

## Transactions
- 21 décembre 1914 : échangé aux Bulldogs de Québec par les Ontarios de Toronto en retour de Tommy Smith.
- 26 novembre 1917 : réclamé par les Wanderers de Montréal depuis les Bulldogs lors du repêchage de dispersion.
- 4 janvier 1918 : réclamé par les Canadiens de Montréal depuis les Wanderers lors du repêchage de dispersion.
- 25 novembre 1919 : transféré aux Bulldogs depuis les Canadiens lors du retour de la franchise en LNH.
- 2 novembre 1920 : transféré aux Tigers de Hamilton à la suite du déménagement des Bulldogs.
- 27 novembre 1920 : échangé aux Canadiens par les Tigers avec Harry Mummery et Dave Ritchie en retour de Goldie Prodgers, Joe Matte, Jack Coughlin et le prêt de Billy Coutu pour la saison 1920-1921.
- 11 février 1921 : prêté aux St. Pats de Toronto par les Canadiens pour le reste de la saison 1920-1921[5].

## Trophées et honneurs personnels
- Coupe Stanley
  - Champion de la coupe Stanley 1912 avec les Bulldogs de Québec (ANH)
- Association nationale de hockey
  - Champion du trophée O'Brien 1912 avec les Bulldogs.
  - Sélectionné dans l'équipe d'étoiles de l'ANH pour la série de matchs contre l'équipe d'étoiles de la PCHA.
- Ligue nationale de hockey
  - Champion du Trophée O'Brien 1919 avec les Canadiens.